# Francis Hervieu
Francis Hervieu (13 de junio de 1956) es un deportista francés que compitió en piragüismo en la modalidad de aguas tranquilas. Ganó una medalla de bronce en el Campeonato Mundial de Piragüismo de 1979 en la prueba de K2 500 m.
Participó en dos Juegos Olímpicos de Verano en los años 1980 y 1984, su mejor actuación fue un cuarto puesto logrado en Moscú 1980 en la prueba de K2 500 m.

## Palmarés internacional
| Campeonato Mundial | Campeonato Mundial | Campeonato Mundial | Campeonato Mundial |
| Año                | Lugar              | Medalla            | Evento             |
| ------------------ | ------------------ | ------------------ | ------------------ |
| 1979               | Duisburgo (RFA)    | Medalla de bronce  | K2 500 m           |